# Vilmos Jakab
Vilmos Jakab (Pápasalamon, Hungría; 9 de febrero de 1952 – 20 de diciembre de 2024) fue un boxeador húngaro de la categoría de peso mediopesado.

## Carrera
Participó en los Juegos Olímpicos de Montreal 1976 en la categoría de peso mediopesado donde venció en la primera ronda a Mohamed Mama de Ghana por abandono, pero perdió en la segunda ronda ante Juan Domingo Súarez de Argentina por nocaut en el primer asalto.